# Poiana Produse Zaharoase

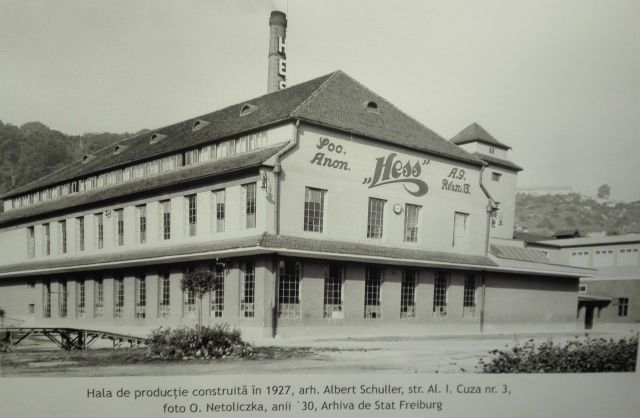
Fabrica Hess din Brașov în anii 1930

Poiana Produse Zaharoase, continuatoarea fabricilor de ciocolată și bomboane Hess și Stollwerk din Brașov, a fost o companie producătoare de ciocolată din Brașov.

## Istoric

### Hess
În anul 1899 a fost înființată la Brașov „Hess Prima Fabrică de Bomboane și Ciocolată din Transilvania”, conform numelui înscris atunci la registrul firmelor. Sediul fabricii era pe strada Cuza Vodă la numărul 3. În acea vreme la Brașov se mai produceau alte dulciuri, însă nu și ciocolată. Fabrica „Hess” a pornit la drum cu doar 18 muncitori, iar producția zilnică a fabricii era între 500 și 800 kg de bomboane de ciocolată.
După Primul Război Mondial, fabrica de bomboane de ciocolată s-a modernizat și s-a extins. Hess a devenit marcă înregistrată, iar ciocolata de Brașov a ajuns tot mai căutată. 
În 1923, s-au produs 258 de tone de produse de ciocolată, iar în 1926 s-a ajuns la peste o mie de tone.
În anii celui de-al Doilea Război Mondial, fabrica Hess a fost afectată atât de bombardamentele care au avariat clădirile, cât și de dificultățile în aprovizionare și desfacere, multe din dulciurile trimise în Basarabia și Moldova dispărând pe drum.
Producția însă nu a stagnat, ba chiar a fost suplimentat parcul auto, pentru a putea livra dulciuri atât armatei române, cât și celei sovietice.
În primii ani de dominație comunistă, odată cu înființarea companiilor mixte româno-sovietice SovRom, fabrica Hess a fost trecută în subordinea Casei de Administrare și Supraveghere a Bunurilor Inamice, de pe lîngă reprezentanța comercială a URSS. În consiliul de administrație au fost numiți și muncitori și au început să apară divergențe în luarea deciziilor. Drept răspuns, autoritățile au decis crearea unui colectiv de conducere comunist care să consilieze conducerea propriu-zisă.
Fabrica a fost naționalizată în anul 1948.

### Stollwerk
În anul 1922 a fost înființată, tot la Brașov, o altă fabrica de ciocolată și specialități din ciocolată, fabrica „Frații Stollwerk“, de către frații Stollwerck, proprietarii unui concern puternic din Germania. Din colectivul ei de conducere făceau parte printre alții primarul Brașovului, medicul Gheorghe Baiulescu și George Stănescu, fabricant de petrol.
În obiectul de activitate al unității nou înființate erau incluse producția de ciocolată, cacao, marțipan, „mărfuri de zahăr de tot felul“, biscuiți, fructe confiate, lapte condensat și alte produse din lapte.
Societatea Anonimă Fabrica de Ciocolată, Cacao și Zaharicale „Frații Stollwerck“ a funcționat pe Strada de Mijloc nr. 34, azi nr. 37 A.
Ulterior, spațiile s-au extins, iar construcțiile au fost modernizate.
A mai fost înființată și o bombonerie în București, pe Calea Victoriei. În mai multe orașe din țară au fost instalate automate cu monede, după modelul practicat în Germania.
Anii de vîrf ai producției au fost 1938 și 1939, cu cîte 165 de tone de ciocolată.
În anii celui de-al Doilea Război Mondial, fabrica Stollwerck a ajuns de la 165 de tone producție la numai 2 tone de ciocolată în 1942, în 1943 nu s-a mai produs ciocolată, iar numărul salariaților s-a redus la o treime.
La sfârșitul războiului, activele și acțiunile fabricii Stollwerck au fost trecute în proprietatea URSS și astfel, spre deosebire de Hess, Stollwerck nu a fost naționalizată în 1948, dar nu pentru mult timp.

### Dezrobirea, Cibo, Poiana Produse Zaharoase
Între anii 1948 - 1954 o dată cu naționalizarea, statul român a devenit proprietar al ambelor unități producătoare de ciocolată din Brașov, iar în anul 1954 acestea s-au unit într-o fabrică unică sub denumirea Întreprinderea de Produse Zaharoase „Dezrobirea“, în cadrul căreia funcționau Unitatea 1 (fosta fabrică Hess, cu sediul din strada Alexandru Ioan Cuza nr. 3) și Unitatea 2 (fabrica Stollwerck, cu sediul din strada Lungă nr. 106).
Producția cuprindea circa 175 de sortimente de dulciuri, de la ciocolată, bomboane cu fructe, siropuri, șerbet, rahat, la bomboane de tuse.
După 12 ani, în anul 1966, denumirea aceastei fabrici a fost schimbată din nou în „Cibo“, aceasta devenind pentru următorii 25 de ani noua denumire a fabricii de ciocolată din Brașov. 
În anul 1989 fabrica de ciocolată „Cibo” a devenit „Poiana – Produse Zaharoase S.A”.
Odată cu redenumirea acesteia, au fost adoptate noi strategii de marketing, astfel încât fabrica a lansat în același an pe piața românească noi mărci de produse zaharoase, care ulterior au devenit tradiționale: „Poiana”, „Silvana”, „Smash”, „Suchardine”, „Sugus”.

### Kraft Jacobs Suchard Romania S.A.
În urma achiziției din anul 1994 de către compania multinațională Kraft Foods a fabricii „Poiana – Produse Zaharoase S.A.” aceasta din urmă și-a schimbat denumirea în „Kraft Jacobs Suchard Romania S.A.” iar în anul 2000, a devenit „Kraft Foods România”. Ca urmare a crizei economice din anii 2008-2009, fabrica din Brașov și-a încetat activitatea, produsele Poiana menținându-se pe piața românească, fiind însă importate din Bulgaria.
În 2013 „Kraft Foods România” și-a schimbat numele în „Mondelēz România” ca urmare a împărțirii companiei mamă „Kraft Foods” în „Kraft Foods Group, Inc.” și „Mondelēz International”.